# Maria Teresa Rafaela Hiszpańska

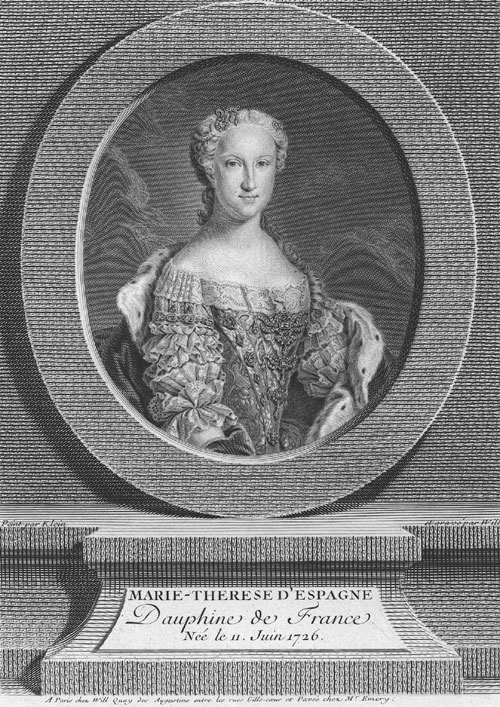
Maria Teresa, delfina Francji (1746)

María Teresa Rafaela Hiszpańska (ur. 11 czerwca 1726 w Real Alcázar de Madrid  – zm. 22 lipca 1746, w Pałacu Wersalskim) – infantka hiszpańska, później delfina Francji jako pierwsza żona Ludwika Ferdynanda. 
Była córką Filipa V, króla Hiszpanii, i jego drugiej żony - Elżbiety Farnese. W 1725 Ludwik XV, król Francji, zerwał swoje zaręczyny ze starszą siostrą Marii Teresy - Marianną Wiktorią. Zamiast niej Ludwik poślubił Marię Leszczyńską, polską królewną, z którą miał dziesięcioro dzieci, m.in. Ludwika Ferdynanda. Aby ozdrowić trudne stosunki między Hiszpanią a Francją, gdzie rządziły dwie gałęzie dynastii Burbonów, zaplanowano małżeństwo Marii Teresy i Ludwika Ferdynanda. Ślub per procura odbył się w Madrycie 18 grudnia 1744, a następnie w kaplicy pałacu w Wersalu 23 lutego 1745. 

## Delfina Francji
Małżeństwo rozpoczęło się źle, ponieważ delfin nie mógł go skonsumować. Było to upokorzenie dla Marii Teresy i podkopało jej pozycję na dworze królewskim. Ostatecznie małżeństwo zostało skonsumowane we wrześniu 1745, co położyło kres wszelkim plotkom i insynuacjom. Para stała się sobie bardzo bliska i oddana sobie, większość czasu spędzali razem. Takie zachowanie silnie kontrastowało z zachowaniem samego króla, który właśnie rozpoczął swój romans ze słynną Madame Pompadour. Delfina i jej mąż szybko znienawidzili królewską metresę. Maria Teresa nie lubiła króla również za to, że nie brał on udziału w komunii świętej oraz ignorował ją samą.
Maria Teresa była bardzo nieśmiała i nie interesowały ja żadne gry, więc wolała spędzać większość czasu w swoich apartamentach. Niektórzy opisywali ją w pochlebny sposób jako piękną i dystyngowaną, inni wyśmiewali się z jej rudych włosów. Jeszcze w 1745 zaszła w ciążę i jej dziecko miało się urodzić na początku lipca 1746. Ostatecznie poród odbył się dopiero 19 lipca, co zirytowało niecierpliwego delfina, a Maria Teresa urodziła dziewczynkę:
- Marię Teresę Francuską, znaną jako Madame Royale, zmarłą 27 kwietnia 1748.

Maria Teresa nie odzyskała sił po porodzie i zmarła trzy dni później, 22 lipca. Jej śmierć zasmuciła delfina, który jednak rok później ożenił się po raz drugi, z Marią Józefą Wettyn, księżniczką polską i saską.